# MobileMe
A MobileMe (korábban .Mac, azelőtt iTools) az Apple kínálta web-szolgáltatások elnevezése. Az iTools 2000. január 5-én mutatkozott be, a Mac OS 9 felhasználóknak szánt Internet-szolgáltatások gyűjteményeként. A lassan fejlődő szolgáltatások 2002. július 17-től megújultak, viszont fizetőssé váltak, az iTools nevet az Apple .Mac-re cserélte. (A .Mac helyes kiejtése: dotmek.) 2008. július 9-én a .Mac-et MobileMe-re módosította, azóta a szolgáltatás nem csak Macről, de bármely netes böngészőből, iPod touchról, iPhone-ról és iPadről is elérhető. A szolgáltatást 2012. június 30-án megszüntették és az iCloud került helyette bevezetésre.

## Szolgáltatások
Az iTools és .Mac időkben a legnagyobb hangsúly a Mac felhasználók Internet szolgáltatására helyeződött, az akkor regisztráltak saját, @mac.com-ra végződő e-mail-címet kaptak. Noha az iPhone 3G bemutatóján a szolgáltatás nevét MobileMe-re módosították, és a csatlakozók már csak @me.com e-mail-címet nyernek, a @mac.com e-mail-cím változatlanul él.

### Keresd meg az iPhone-om!
A MobileMe felhasználó a szolgáltatás netes felületén megkeresheti iPhone-ját, iPod touchát vagy iPadjét. A Google Térképen több-kevesebb pontossággal megjelenik a mobil eszköz helye, a pontosság függ a terület Wi-Fi- és mobil-lefedettségétől, az eszköz utolsó kommunikációjának időpontjától. A távol levő mobil eszközre küldhetünk üzenetet, távolról módosíthatjuk az eszköz jelszavát, illetve letörölhetjük a teljes tartalmát. Az iOS 4-et használók ezt iPhone-ról is megtehetik egy másik iPhone készülékkel.

### Tár
Kétféle MobileMe előfizetés létezik, az egyik az egyéni, a másik a családi. Az egyéni alapesetben 20 GB tárhelyet és havi 200 GB adatátvitelt ad. A családi előfizetés egy 20 GB / 200 GB-os és négy 5 GB / 50 GB-os előfizetést jelent. A családi csomag feje adja meg a négy tag nevét és jelszavát, később is képes azt módosítani. A tárhelyről a felhasználó rendelkezik, ebből választja le a levelezés számára szükséges tárhelyet.

### Címtár és naptár
A MobileMe a címtárat (az AddressBook adatait) és a naptárat (iCal adatok) menti a MobileMe tárhelyre, illetve szinkronizálja az ott található adatokkal. Így adatváltoztatást követően a MobileMe előfizetés érintett eszközök adatai azonosak lesznek. Az adatszinkronizálás a Microsoft Outlook 2003-at vagy újabb verziót használók számára is elérhető.
Az iCal naptárak esetében az iPhone-on egyedül a Birthday naptár nem érhető el. Ennek oka, hogy azt ugyan az iCal jeleníti meg, de valójában az AddressBook adataiból dolgozva - így a Birthday naptár nem szinkronizálható iPhone-ra, ott nem is tekinthető meg.

### Gallery
A MobileMe Gallery (Galéria) fényképek és videók megosztására alkalmas. Fénykép feltölthető az iPhoto vagy Aperture alkalmazásból, illetve az iPhone-ról, iPod touchról vagy iPadről is már létező MobileMe Galériába. A MobileMe-n létrehozott képtárhoz kérhető egyedi e-mail-cím, amelyet használva az adott albumhoz e-mailen lehet képeket hozzáadni. Minden képtár esetén megadható, hogy a képek letölthetők-e. Bármilyen módon is módosul egy képtár, az azt létrehozó alkalmazás - iPhoto vagy Aperture - legközelebbi elindításakor a képeket a MobileMe szinkronizálja.
Videót az iMovie-ból tudunk feltölteni a MobileMe oldalra.

### iDisk
Az iDisk a valódi netes tárhely, amelyet elérhetünk macOS alatt futó Finderből, az App Store-ból megvásárolt iDisk alkalmazással, amely iPhone-on vagy iPaden fut, illetve Windowsból, mint távoli tárhelyet. Az iDiskre feltöltött fájlok egyesével megoszthatók, jelszóval védhető a hozzáférés. Az iDisk területre menti az iWeb alkalmazás a MobileMe-re feltöltött honlapot.

### iWeb Publish
A Mac-et használók az iLife '08 részeként ismerték meg az iWeb programot, amellyel leginkább magáncélú honlapokat hozhatunk létre. A honlapot akár a MobileMe-re is feltölthetjük. Néhány iWeb szolgáltatás (blog-commentezés, számláló...) csak a MobileMe-re feltöltött honlapon használható. Az Apple nem támogat szerveroldali programozási nyelvet.

### Netes elérése
Az Apple MobileMe webhelye Ajax, DHTML és HTML5 nyelveket használva kínál szolgáltatásokat a MobileMe tagoknak. A böngésző felületen át elérhető a szinkronizált levelezés (Mail), címlista (AddressBook), naptár (iCal), MobileMe Gallery, iDisk és az iPhone keresés. Jelszóval védett területen állíthatók az előfizetéssel kapcsolatos adatok.
A netes MobileMe eléréséhez használható böngésző a Safari 3.1 (Mac, Windows), a Firefox 3.5 (Mac, Windows) és az Internet Explorer 8 (Windows).

### iChat/AIM
A MobileMe előfizetők egymással és az AOL felhasználókkal csetelhetnek az iChat alkalmazást használva. MobileMe-n belüli csetelés titkosítható. A MobileMe chat elérhető iPhone-ról és iPod touchról is. Maximum tíz MobileMe előfizető vehet részt hang-, és négy video-konferencián.

### Együttműködés nem Mac számítógéppel
Az Apple honlapjáról letölthető a MobileMe Control Panel a windowsos felülethez, ezt használva végezhető el a pécés adatok szinkronizálása. A Panel csak akkor használható, ha telepítették az iTunest is (ami szintén ingyen letölthető az Apple honlapjáról).

### Levelezés
A MobileMe felhasználó a netes felületen át, jelszó megadását követően hozzáfér teljes levelezéséhez (@me.com és @mac.com), címlistájához (AddressBook).

## Előfizetés
A MobileMe éves előfizetése megvásárolható a meghatározó Apple-viszonteladóknál. Megvásárolható hitelkártya használatával a neten is. Az előfizetés lejárta előtt 30 nappal az Apple a @me.com e-mail-címre tájékoztató üzenetet küld. Amennyiben a regisztrálásnál megadott hitelkártya érvényes, úgy a fordulónapon az Apple újabb egy év előfizetési díját levonja.